# ダスティン・ポイエー
ダスティン・ポイエー（Dustin Poirier、1989年1月19日 - ）は、アメリカ合衆国の元総合格闘家。ルイジアナ州ラファイエット出身。アメリカン・トップチーム所属。元UFC世界ライト級暫定王者。ダスティン・ポワリエとも表記される。

## 来歴
フランス系ケイジャンの家系に生まれ、幼い頃からボクシングが好きであった事からボクシングやレスリングを経験し、総合格闘技にも興味を持つ。ノースサイド高校に入学するも、ストリートファイトなどのトラブルが絶えなかったため1年生時に中退している。その後、更生のために軍隊式のブートキャンプに送られている。

### 総合格闘技
2009年にプロ総合格闘技デビュー。その後、ローカル団体で7戦全勝の戦績を残し、WECと契約を交わした。

### WEC
2010年8月18日、WEC 50でダニー・カスティーリョと対戦し、0-3の判定負けを喫するも、11月のWEC 52ではザック・ミッケルライトにパウンドで1RTKO勝ち。その後、UFCがWECを統合することが発表されたため、UFCと契約した。

### UFC
2011年1月1日、UFC初参戦となったUFC 125で、当初はUFC世界フェザー級王者ジョゼ・アルドに挑戦する予定であったジョシュ・グリスピと対戦し、3-0の判定勝ち。なお、この試合からフェザー級に転向した。

### 2012年
2012年2月4日、UFC 143でマックス・ホロウェイと対戦し、マウントポジションからの腕ひしぎ三角固めで1R一本勝ち。サブミッション・オブ・ザ・ナイトを受賞し、UFC4連勝となった。
2012年4月5日、UFC on Fuel TV 3のメインイベントでジョン・チャンソンと対戦し、4Rにダースチョークで一本負け。敗れはしたものの、ファイト・オブ・ザ・ナイトを受賞した。また、この試合はESPN、SHERDOGなど各総合格闘技老舗サイトのファイト・オブ・ザ・イヤーを受賞した。
この試合後に練習拠点をアメリカン・トップチームに移した。

### 2013年
2013年2月16日、UFC on Fuel TV 7でフェザー級ランキング6位のカブ・スワンソンと対戦し、0-3の判定負け。
2013年8月31日、UFC 164でフェザー級ランキング10位のエリック・コクと対戦し、3-0の判定勝ち。

### 2014年
2014年4月16日、UFC Fight Night: Bisping vs. Kennedyでアキラ・コラサニと対戦し、スタンドパンチ連打で2RTKO勝ち。ファイト・オブ・ザ・ナイトを受賞した。
2014年9月27日、UFC 178でフェザー級ランキング9位のコナー・マクレガーと対戦し、左フックでダウンを奪われ、パウンドで1RTKO負け。

### 2015年
2015年4月4日、ライト級復帰初戦となったUFC Fight Night: Mendes vs. Lamasでディエゴ・フェレイラと対戦し、パウンドで1RKO勝ち。パフォーマンス・オブ・ザ・ナイトを受賞した。
2015年6月6日、UFC Fight Night: Boetsch vs. Hendersonでヤンシー・メデイロスと対戦し、スタンドパンチ連打で1RTKO勝ち。パフォーマンス・オブ・ザ・ナイトを受賞した。メデイロスの体重超過により72.3 kg契約で行なわれた。

### 2016年
2016年6月4日、UFC 199でライト級ランキング13位のボビー・グリーンと対戦し、左フックでダウンを奪い、パウンドで1RKO勝ち。
2016年9月17日、UFC Fight Night: Poirier vs. Johnsonでライト級ランキング10位のマイケル・ジョンソンと対戦し、カウンターの左ストレートでダウンを奪われ、パウンドで1RKO負け。

### 2017年
2017年2月11日、UFC 208でジム・ミラーと対戦。ローキックを効かされたものの、スタンドの攻防で優勢に立って2-0の判定勝ち。ファイト・オブ・ザ・ナイトを受賞した。
2017年5月13日、UFC 211でライト級ランキング3位のエディ・アルバレスと対戦し、2Rに手をついた状態のポイエーの頭部にアルバレスの膝蹴りが入り、レフェリーが膝蹴りは故意に放たれたものでは無いと判断したため、無効試合となった。試合後のインタビューで、謝罪したアルバレスにブーイングを浴びせる観客に向かって「彼にブーイングするな！彼はチャンピオンであり、世界中のどんな場所でも戦ってきた！彼には尊敬の念以外何も無い！彼は戦士だ！」とアルバレスに敬意を表すように訴えた。
2017年11月11日、UFC Fight Night: Poirier vs. Pettisでライト級ランキング13位の元UFC世界ライト級王者アンソニー・ペティスと対戦。グラウンドの攻防で互角の展開となり、3Rにバックマウントから反転した際にペティスが肋骨を負傷しタップアウト勝ち。ファイト・オブ・ザ・ナイトを受賞した。

### 2018年
2018年4月14日、UFC on FOX 29でライト級ランキング6位のジャスティン・ゲイジーと対戦。序盤から激しい打撃戦を繰り広げ、4Rにローキックに合わせたカウンターの左ストレートでゲイジーをぐらつかせ、追い討ちのスタンドパンチ連打でTKO勝ち。2試合連続のファイト・オブ・ザ・ナイトを受賞した。
2018年7月28日、UFC on FOX 30でライト級ランキング3位のエディ・アルバレスと再戦。2Rにアルバレスが反則である垂直方向の肘打ちをポイエーの肩へ放ってしまい試合が一時中断したものの、その直後にスタンドパンチ連打でTKO勝ち。パフォーマンス・オブ・ザ・ナイトを受賞した。試合後のインタビューでは、UFC世界ライト級王者ハビブ・ヌルマゴメドフに対戦をアピールした。
2018年10月9日、UFC 230でネイト・ディアスと対戦する予定であったが、ポイエーの負傷欠場によりキャンセルとなった。

### 2019年

#### UFC世界暫定王座獲得
2019年4月13日、UFC 236のUFC世界ライト級暫定王座決定戦で1階級下のUFC世界フェザー級王者マックス・ホロウェイと5年ぶりに再戦。序盤からパンチの連打でホロウェイにダメージを与え、3-0（49-46、49-46、49-46）の5R判定勝ち。暫定王座獲得に成功し、ファイト・オブ・ザ・ナイトを受賞した。

#### 世界王座陥落
2019年9月7日、UFC 242のUFC世界ライト級王座統一戦で正規王者のハビブ・ヌルマゴメドフと対戦。1Rからグラウンドで圧倒され、3Rにヌルマゴメドフのタックルに合わせギロチンチョークを極めかける場面を作ったものの、外された直後にリアネイキドチョークで一本負け。王座統一に失敗するとともに暫定王座から陥落した。

### 2020年
2020年6月27日、UFC on ESPN: Poirier vs. Hookerでライト級ランキング5位のダン・フッカーと対戦し、攻守が激しく入れ替わる死闘の末に3-0の5R判定勝ち。ファイト・オブ・ザ・ナイトを受賞した。また、この試合は2020年のUFCファイト・オブ・ザ・イヤーの候補にノミネートされた。

### 2021年
2021年1月24日、UFC 257でライト級ランキング4位の元UFC世界二階級制覇王者コナー・マクレガーと約6年ぶりに再戦。序盤から左カーフキックを効かせ、2R中盤にスタンドパンチ連打でマクレガーを怯ませたところに右フックでダウン奪いパウンドでTKO勝ち。パフォーマンス・オブ・ザ・ナイトを受賞し、リベンジに成功した。この試合でポイエーはPPVボーナスやスポンサー料を含めないファイトマネーのみで100万ドル（約1億380万円）を稼いだ。
2021年7月10日、UFC 264でライト級ランキング5位の元UFC世界二階級制覇王者コナー・マクレガーとラバーマッチを行う。序盤にテイクダウンを奪いパウンドと肘打ちで攻め立て、1R終盤に左ストレートを放ったマクレガーが左足を捻り、1R終了時に脛骨の骨折によるドクターストップでTKO勝ち。マクレガーとの通算戦績を2勝1敗とした。
2021年12月11日、UFC 269のUFC世界ライト級タイトルマッチで王者チャールズ・オリベイラに挑戦。1Rに右フックでダウンを奪うも、グラウンドで劣勢に立たされ、3R序盤にリアネイキドチョークで一本負け。王座獲得に失敗した。

### 2022年
2022年11月12日、UFC 281でライト級ランキング5位の元Bellator世界ライト級王者マイケル・チャンドラーと対戦し、リアネイキドチョークで3R一本勝ち。ファイト・オブ・ザ・ナイトを受賞した。

### 2023年
2023年7月29日、UFC 291でライト級ランキング3位の元UFC世界ライト級暫定王者ジャスティン・ゲイジーと約5年ぶりに再戦し、右ハイキックで2RKO負け。リベンジを許した。この試合はUFC 244のホルヘ・マスヴィダル vs. ネイト・ディアス以来となるBMFベルト（Baddest Mother Fuckerの略。最高にイカしたやつの意）が懸けられた。

### 2024年
2024年3月9日、UFC 299でライト級ランキング12位のブノワ・サン＝デニと対戦。サン＝デニのプレッシャーに苦戦したものの、2Rに左ストレートを効かせ、直後に右フックでダウンを奪いパウンドでKO勝ち。ファイト・オブ・ザ・ナイトを受賞した。
2024年6月1日、UFC 302のUFC世界ライト級タイトルマッチで王者イスラム・マカチェフに挑戦。スタンドで一進一退の攻防を繰り広げたものの、5Rにテイクダウンを奪われダースチョークで一本負け。王座獲得に失敗したものの、ファイト・オブ・ザ・ナイトを受賞した。

### 2025年
2025年7月19日、UFC 318でライト級ランキング5位のマックス・ホロウェイとBMFベルトを懸けて3度目の対戦。一進一退の攻防を繰り広げたものの、
0-3の5R判定負け。試合終了後に現役引退を発表した。

## ファイトスタイル
UFCでも随一のボクシング技術を持ち、サウスポーの構えから繰り出される左ストレートとフック系のパンチを得意とする。相手の顔面とボディにパンチを的確に打ち分け、パンチのコンビネーションの中にキックを織り混ぜるなどのクレバーさも兼ね備え、ショルダーロールなどのディフェンス技術にも優れている。また、豊富なスタミナと精神力の強さで、5Rマッチにおいても終盤までアグレッシブでエキサイティングな試合を展開する。

## 人物・エピソード
- カナダのホットソース会社「ハートビート・ホットソース」（Heartbeat Hot Sauce Co）と連携して自身のホットソースブランド「ポイエーズ・ルイジアナスタイル・ホットソース」（Poirier's Louisiana Style Hot Sauce）を立ち上げ、UFC 257の試合前記者会見でコナー・マクレガーは「是非（ポイエーの）ホットソースを味わいたい。私はProper No. Twelve（マクレガーが運営するアイリッシュ・ウイスキー）をあなたへ送る。互いに分け合えたらいいな」と発言し、UFC 257の前日計量時にポイエーは自身のホットソースをマクレガーへプレゼントした[41]。
- 地元ラファイエットではポイエーの功績を記念して、3月15日を「ダスティン・ポイエーの日」に制定した[42]。
- 身体中にタトゥーを彫っており、左胸には「武士道」、左腕には「神秘」「苦」と漢字のタトゥーを彫っている。また、右胸には自身の娘の名前「Parker Noelle」のタトゥーを彫っている[43]。
- 2016年に妻ジョリーとの間に女児を一人儲けている[44]。

### 慈善活動・寄付
- 妻のジョリーと慈善団体「グッド・ファイト基金」（The Good Fight Foundation）を設立し運営しており[45]、ポイエー自身や基金の活動に賛同した対戦相手から、試合で着用したグローブやトランクス、Tシャツなどの提供を受け、オークションで集まったお金を寄付している[46]。
- 2017年5月、UFC 211でポイエーが使用したシャツ、グローブ、帽子、バンテージ、ショーツをオークションサイト「eBay」に出品し、落札額の5100ドル（約55万円）を非営利団体「フィーディング・アメリカ」（Feeding America）に寄付した[47]。
- UFC 242の試合後に、オクタゴン内で対戦相手のハビブ・ヌルマゴメドフと互いに敬意を表してそれぞれのオリジナルTシャツを交換。ヌルマゴメドフはそのTシャツをオークションにかけて落札額の10万ドル（約1100万円）をグッド・ファイト基金へ寄付した[48]。
- 2021年4月、コナー・マクレガーはポイエーの地元ラファイエットの青少年を支援する慈善団体「ボーイズ & ガールズ・クラブ・オブ・アケイディアナ」（Boys & Girls Club of Acadiana）に50万ドル（約5200万円）を寄付した[49]。
- 2022年4月にグッド・ファイト基金を通して、チャールズ・オリベイラが運営するサンパウロ州グアルジャのファヴェーラ（貧民街）に住む子供たちに無料の格闘技トレーニングを提供する非営利団体「チャールズ・オリベイラ・インスティテュート」（Charles Oliveira Institute）へ2万ドルを寄付した[50]。
- 2020年2月21日、グラップリングイベント「SubStars」でゲイリー・トノンとのグラップリングマッチが決定し、収益の一部をグッド・ファイト基金へ寄付する予定であったが、トノンの負傷欠場によりキャンセルとなった[51]。
- UFCはポイエーの慈善活動を賞賛し、2020年6月26日にポイエーへ「フォレスト・グリフィン・コミュニティ賞」を授与した[52]。
- 2020年4月、新型コロナウイルスの感染が拡大する中、ポイエーはグッド・ファイト基金を通して地元ラファイエットの病院で働く医療従事者へ約1000食分の食料を寄付した[53]。
- UFCのメイクアップアーティストを長年務め、2020年3月にステージ4の乳がんと診断され闘病生活を送っていたスージー・フリトン（2021年没）へGoFundMeを通して5000ドルを寄付した[54]。

## 戦績

### プロ総合格闘技
| 総合格闘技 戦績 | 総合格闘技 戦績 | 総合格闘技 戦績 | 総合格闘技 戦績 | 総合格闘技 戦績 | 総合格闘技 戦績 | 総合格闘技 戦績 |
| --------------- | --------------- | --------------- | --------------- | --------------- | --------------- | --------------- |
| 41 試合         | (T)KO           | 一本            | 判定            | その他          | 引き分け        | 無効試合        |
| 30 勝           | 15              | 8               | 7               | 0               | 0               | 1               |
| 10 敗           | 3               | 4               | 3               | 0               | 0               | 1               |

| 勝敗 | 対戦相手                 | 試合結果                               | 大会名                                                            | 開催年月日     |
| ×    | マックス・ホロウェイ     | 5分5R終了 判定0-3                      | UFC 318: Holloway vs. Poirier 3 【BMFタイトルマッチ】             | 2025年7月19日  |
| ×    | イスラム・マカチェフ     | 5R 2:42 ダースチョーク                 | UFC 302: Makhachev vs. Poirier 【UFC世界ライト級タイトルマッチ】  | 2024年6月1日   |
| ○    | ブノワ・サン＝デニ       | 2R 2:32 KO（右フック→パウンド）        | UFC 299: O'Malley vs. Vera 2                                      | 2024年3月9日   |
| ×    | ジャスティン・ゲイジー   | 2R 1:00 KO（右ハイキック→パウンド）    | UFC 291: Poirier vs. Gaethje 2 【BMF王座決定戦】                  | 2023年7月29日  |
| ○    | マイケル・チャンドラー   | 3R 2:00 リアネイキドチョーク           | UFC 281: Adesanya vs. Pereira                                     | 2022年11月12日 |
| ×    | チャールズ・オリベイラ   | 3R 1:02 リアネイキドチョーク           | UFC 269: Oliveira vs. Poirier 【UFC世界ライト級タイトルマッチ】   | 2021年12月11日 |
| ○    | コナー・マクレガー       | 1R 5:00 TKO（ドクターストップ）        | UFC 264: Poirier vs. McGregor 3                                   | 2021年7月10日  |
| ○    | コナー・マクレガー       | 2R 2:32 TKO（右フック→パウンド）       | UFC 257: Poirier vs. McGregor 2                                   | 2021年1月24日  |
| ○    | ダン・フッカー           | 5分5R終了 判定3-0                      | UFC on ESPN 12: Poirier vs. Hooker                                | 2020年6月27日  |
| ×    | ハビブ・ヌルマゴメドフ   | 3R 2:06 リアネイキドチョーク           | UFC 242: Khabib vs. Poirier 【UFC世界ライト級王座統一戦】         | 2019年9月7日   |
| ○    | マックス・ホロウェイ     | 5分5R終了 判定3-0                      | UFC 236: Holloway vs. Poirier 2 【UFC世界ライト級暫定王座決定戦】 | 2019年4月13日  |
| ○    | エディ・アルバレス       | 2R 4:05 TKO（スタンドパンチ連打）      | UFC on FOX 30: Alvarez vs. Poirier 2                              | 2018年7月28日  |
| ○    | ジャスティン・ゲイジー   | 4R 0:33 TKO（スタンドパンチ連打）      | UFC on FOX 29: Poirier vs. Gaethje                                | 2018年4月14日  |
| ○    | アンソニー・ペティス     | 3R 2:08 ギブアップ（肋骨の負傷）       | UFC Fight Night: Poirier vs. Pettis                               | 2017年11月11日 |
| －   | エディ・アルバレス       | 2R 4:12 無効試合（故意ではない反則打） | UFC 211: Miocic vs. dos Santos 2                                  | 2017年5月13日  |
| ○    | ジム・ミラー             | 5分3R終了 判定2-0                      | UFC 208: Holm vs. de Randamie                                     | 2017年2月11日  |
| ×    | マイケル・ジョンソン     | 1R 1:35 KO（左ストレート→パウンド）    | UFC Fight Night: Poirier vs. Johnson                              | 2016年9月17日  |
| ○    | ボビー・グリーン         | 1R 2:53 KO（左フック→パウンド）        | UFC 199: Rockhold vs. Bisping 2                                   | 2016年6月4日   |
| ○    | ジョセフ・ダフィー       | 5分3R終了 判定3-0                      | UFC 195: Lawler vs. Condit                                        | 2016年1月2日   |
| ○    | ヤンシー・メデイロス     | 1R 2:38 TKO（スタンドパンチ連打）      | UFC Fight Night: Boetsch vs. Henderson                            | 2015年6月6日   |
| ○    | ディエゴ・フェレイラ     | 1R 3:45 KO（パウンド）                 | UFC Fight Night: Mendes vs. Lamas                                 | 2015年4月4日   |
| ×    | コナー・マクレガー       | 1R 1:46 TKO（左フック→パウンド）       | UFC 178: Johnson vs. Cariaso                                      | 2014年9月27日  |
| ○    | アキラ・コラサニ         | 2R 0:42 TKO（スタンドパンチ連打）      | UFC Fight Night: Bisping vs. Kennedy                              | 2014年4月16日  |
| ○    | ディエゴ・ブランダオン   | 1R 4:54 KO（左フック→パウンド）        | UFC 168: Weidman vs. Silva 2                                      | 2013年12月28日 |
| ○    | エリック・コク           | 5分3R終了 判定3-0                      | UFC 164: Henderson vs. Pettis                                     | 2013年8月31日  |
| ×    | カブ・スワンソン         | 5分3R終了 判定0-3                      | UFC on Fuel TV 7: Barao vs. McDonald                              | 2013年2月16日  |
| ○    | ジョナサン・ブルッキンズ | 1R 4:15 ダースチョーク                 | The Ultimate Fighter 16 Finale                                    | 2012年12月15日 |
| ×    | ジョン・チャンソン       | 4R 1:07 ダースチョーク                 | UFC on Fuel TV 3: Korean Zombie vs. Poirier                       | 2012年4月5日   |
| ○    | マックス・ホロウェイ     | 1R 3:23 腕ひしぎ三角固め               | UFC 143: Diaz vs. Condit                                          | 2012年2月4日   |
| ○    | パブロ・ガーザ           | 2R 1:32 ダースチョーク                 | UFC on FOX 1: Velasquez vs. dos Santos                            | 2011年11月12日 |
| ○    | ジェイソン・ヤング       | 5分3R終了 判定3-0                      | UFC 131: dos Santos vs. Carwin                                    | 2011年6月11日  |
| ○    | ジョシュ・グリスピ       | 5分3R終了 判定3-0                      | UFC 125: Resolution                                               | 2011年1月1日   |
| ○    | ザック・ミッケルライト   | 1R 0:53 TKO（パウンド）                | WEC 52: Faber vs. Mizugaki                                        | 2010年11月11日 |
| ×    | ダニー・カスティーリョ   | 5分3R終了 判定0-3                      | WEC 50: Cruz vs. Benavidez 2                                      | 2010年8月18日  |
| ○    | デレク・ゴージェ         | 1R 0:57 KO（パンチ）                   | Ringside MMA 7: No Escape                                         | 2010年6月18日  |
| ○    | デリック・クランツ       | 2R 3:35 腕ひしぎ十字固め               | USA MMA: Night of Champions 2                                     | 2010年3月6日   |
| ○    | ロニー・リス             | 1R 0:51 腕ひしぎ十字固め               | USA MMA: Border War 2                                             | 2009年11月13日 |
| ○    | ダニエル・ワッツ         | 1R 1:26 KO（パンチ）                   | Bang Fighting Championships                                       | 2009年10月31日 |
| ○    | ジョー・トーレス         | 1R 2:37 TKO（パンチ）                  | USA MMA 8: Natural Disaster 3                                     | 2009年8月1日   |
| ○    | ネイト・ジョリー         | 2R 3:54 腕ひしぎ十字固め               | Cajun Fighting Championships                                      | 2009年6月26日  |
| ○    | アーロン・スアレス       | 1R 1:19 KO（パンチ）                   | USA MMA 7: River City Rampage                                     | 2009年5月16日  |

### アマチュア総合格闘技
| 勝敗 | 対戦相手             | 試合結果                          | 大会名                                                         | 開催年月日     |
| ○    | ポール・ソイロー     | N/A                               | USA-MMA                                                        | 2009年2月28日  |
| ○    | ギルバート・ヒメネス | N/A                               | No Love Entertainment                                          | 2009年1月24日  |
| ○    | マリオ・ジャケ       | N/A                               | Louisiana Regional                                             | 2008年11月28日 |
| ○    | ウィル・バロー       | N/A                               | Ring Rulers                                                    | 2008年7月26日  |
| ○    | チャド・バックリー   | 2R 0:35 TKO（レフェリーストップ） | ISCF 2008 【ISCFワールドクラシックライト級トーナメント決勝】   | 2008年7月26日  |
| ○    | コディ・ブラゼック   | 1R 2:02 三角絞め                  | ISCF 2008 【ISCFワールドクラシックライト級トーナメント準決勝】 | 2008年5月3日   |
| ○    | ウェスリー・ブランチ | N/A                               | Arkansas Regional                                              | 2007年12月8日  |

## 獲得タイトル
- ISCF MMAワールドクラシック ライト級 優勝（2008年）[55]
- UFC世界ライト級暫定王座（2019年）
- 初代世界BDE王者（2025年）

## 表彰
- UFC
  - UFC ファイト・オブ・ザ・ナイト（10回）
  - UFC パフォーマンス・オブ・ザ・ナイト（4回）
  - UFC サブミッション・オブ・ザ・ナイト（1回）
  - フォレスト・グリフィン・コミュニティ賞（2020年）
- SHERDOG ファイト・オブ・ザ・イヤー（2012年 / ジョン・チャンソン戦）
- ESPN ファイト・オブ・ザ・イヤー（2012年 / ジョン・チャンソン戦）
- MMAjunkie ファイト・オブ・ザ・イヤー（2018年 / ジャスティン・ゲイジー戦）
- MMA Fighting ファイト・オブ・ザ・イヤー（2018年 / ジャスティン・ゲイジー戦）

## ペイ・パー・ビュー販売件数
| 開催年月日     | イベント                                                   | 販売件数 | 備考  |
| -------------- | ---------------------------------------------------------- | -------- | ----- |
| 2023年7月29日  | UFC 291: ダスティン・ポイエー vs. ジャスティン・ゲイジー 2 | 75万件   | ESPN+ |
| 2021年12月11日 | UFC 269: チャールズ・オリベイラ vs. ダスティン・ポイエー   | 50万件   | ESPN+ |
| 2021年7月10日  | UFC 264: ダスティン・ポイエー vs. コナー・マクレガー 3     | 180万件  | ESPN+ |
| 2021年1月23日  | UFC 257: ダスティン・ポイエー vs. コナー・マクレガー 2     | 160万件  | ESPN+ |

## 出演作品
| 公開年 | 邦題 原題                 | 役名   | 備考   |
| ------ | ------------------------- | ------ | ------ |
| 2011   | ファイトヴィル Fightville | 本人役 | [ 58 ] |